# Lavín
Lavín es una localidad española del municipio de Soba, perteneciente a la comunidad autónoma de Cantabria. 

## Geografía
La localidad, por cuyas inmediaciones discurre el río Gándara, se encuentra a 390 m s. n. m. y a tres kilómetros de la capital municipal, Veguilla.

## Historia
Hacia mediados del siglo XIX, el lugar ya pertenecía a Soba. Aparece descrito en el décimo volumen del Diccionario geográfico-estadístico-histórico de España y sus posesiones de Ultramar de Pascual Madoz con las siguientes palabras:

LAVIN: l. en la prov. y dióc. de Santander, part. jud. de Ramales, aud. terr. y c. g. de Burgos, ayunt. del valle de Soba: sit. en un barranco á la márg. izq. del r. la Gandara; su clima aunque algo frio en el invierno, goza de una temperatura muy benigna en el verano. Tiene unas 10 casas; igl. anejo de Quintana; y buenas aguas potables. Confina N. y O. la matriz; E. Villaverde y barrio de la Peña; S. Bustancilles. El terreno es de buena calidad, y le fertilizan algun tanto las aguas del Gándara. Hay la suficiente leña, y maderas de construccion para consumo del pueblo. Los caminos son locales. prod.: trigo, maiz, castañas y buenos pastos; cria ganado vacuno, lanar, cabrío y yeguar; caza de varias aves, y pesca de algunos peces. ind.: un molino harinero. pobl. y contr.: (V. el art. de ayunt.)
(Madoz, 1847, p. 103)

En 2023, la entidad singular de población tenía empadronados 56 habitantes y el núcleo de población, también 56.